# Thiên hoàng Suzaku
Thiên hoàng Chu Tước (朱雀天皇 (Chu Tước Thiên hoàng)/ すざくてんのう Suzaku-Tennō, 7 tháng 9 năm 923 – 06 tháng 9 năm 952) là Thiên hoàng thứ 61 của Nhật Bản theo danh sách kế thừa ngôi vua truyền thống.
Triều đại của Chu Tước kéo dài từ năm 930 đến 946.

## Tường thuật truyền thống
Trước khi lên ngôi, ông có tên cá nhân (imina) là Hiroakira -shinnō. Ông cũng được biết đến như Yutaakira -shinnō.
Hiroakira -shinnō là con trai thứ 11 của Thiên hoàng Đề Hồ và Hoàng hậu Onshi, con gái của quan nhiếp chính Fujiwara no Mototsune.
Daigo có hai hoàng hậu hay các phu nhân và có một con gái.

## Lên ngôi Thiên hoàng
Ngày 16 tháng 10 năm 930, Thiên hoàng Daigo thoái vị và con trai, hoàng tử Hiroakira nhận chiếu kế vị ngôi vua.
Tháng 12 năm 930 (tháng 11 niên hiệu Encho 8), hoàng tử Hiroakira mới 8 tuổi lên ngôi Thiên hoàng. Ông dùng lại niên hiệu cũ của cha mình, niên hiệu Encho.
Thời gian này vua Chân Huyên của Hậu Bách Tế cử sứ thần sang Nhật Bản (đời Thiên hoàng Daigo) để giao thương giữa hai nước.
Ngày 16 tháng 5 năm 931 (ngày 26 tháng 5 năm Encho thứ 4), Thiên hoàng đổi niên hiệu thành Jōhei (4/931 - 5/938).
Năm 933, sau khi cựu đại thần là Fujiwara no Sadakata vừa qua đời, Thiên hoàng lập Fujiwara no Nakahira làm Hữu đại thần và Fujiwara Tadahira làm Nhiếp chính
Năm 935, một trung tâm âm nhạc cung đình trên đỉnh Mt. Hiei bị đốt
Tháng 9 năm 936, Thiên hoàng phong cho Tadahira chức daijō daijin (Thủ tướng Chính phủ), đồng thời cử Fujiwara Nakahira làm Tả đại thần và Fujiwara Tsunesuke làm Hữu đại thần.
Tháng 5 năm 937, động đất ở kinh đô Heian-kyo.
Năm 940, Taira no Masakado (vốn là cháu của Takamochi, cháu đời thứ ba của Thiên hoàng Kanmu) nổi dậy tại khu vực Kanto và tuyên bố mình là Tân hoàng. Triều đình cử Taira Sadamori xuống trấn áp Masakado.
Năm 941, Fujiwara Sumitomo tổ chức một cuộc nổi loạn ở phía đông từ năm 939, chuyên đốt phá thuyền bè và cướp bóc tài sản. Triều đình cử Tachibana Tōyasu  xuống đánh lại, cuối cùng là dẹp được cuộc nổi loạn này.
Theo Nihon Kiryaku (Biên niên sử Nhật Bản), ngày 19 tháng 2 năm 944, vào khoảng nửa đêm, có tiếng rung chuyển mạnh ở phía đông của Nhật Bản (đời Thiên hoàng Suzaku), có lẽ chính là núi Trường Bạch đang phun trào dữ dội trong lãnh thổ của Định An Quốc (đời vua Liệt Vạn Hoa).
Tháng 5 năm 946, Thiên hoàng Suzaku thoái vị và truyền ngôi cho em trai, tức Thiên hoàng Murakami.
Ngày 6 tháng 9 năm 952 (niên hiệu Tenryaku thứ 6, ngày 15 tháng 8): Suzaku đã qua đời ở tuổi 30.

### Kugyō
- Nhiếp chính: Fujiwara no Tadahira, 880-949.[7]
- Quan bạch: Fujiwara no Tadahira.
- Thái Chính đại thần: Fujiwara no Tadahira.
- Tả đại thần: Fujiwara no Tadahira.
- Tả đại thần: Fujiwara no Nakahira.
- Hữu đại thần: Fujiwara no Sadakata (藤原定方).
- Hữu đại thần: Fujiwara no Nakahira. [13]
- Hữu đại thần: Fujiwara no Tsunesuke (藤原恒佐).
- Hữu đại thần: Fujiwara no Saneyori, 900-970.
- Nội đại thần
- Đại nạp ngôn: Fujiwara no Nakahira.

### Niên hiệu
- Encho (923-931)
- Jōhei (931-938)
- Tengyō (938-947)

## Gia đình
Nữ ngự: (? -950) Công chúa Hiroko / Kishi (熙子女王), con gái của Hoàng tử Yasuakira (con trai của Hoàng đế Daigo)
- Nội thân vương Masako (昌子内親王) (950-999), Hoàng hậu của Thiên hoàng Reizei

Nữ ngự: Fujiwara no Yoshiko (藤原慶子), con gái của Fujiwara no Saneyori (藤原実頼) (-951?)